# ママディ・バングレ
ママディ・アレックス・バングレ（フランス語: Mamady Alex Bangré、2001年6月15日 - ）は、ブルキナファソとフランスのサッカー選手。ブルキナファソ代表。ポジションはFW。

## クラブ歴
トゥールーズ生まれで、地元のトゥールーズFCの下部組織に6歳から所属した。2021年4月10日にプロ契約を締結した。同月17日にリーグ・ドゥでプロ初出場を記録した。
2022年6月27日にUSクヴィイーに1シーズンの期限付き移籍をした。2024年1月2日にトロワACに買取オプションつきで半年の期限付き移籍をした。

## 代表歴
フランス生まれだが、ブルキナファソ国籍も保有している。ブルキナファソ代表として2022年3月24日に行われたコソボ代表との親善試合に出場し代表初出場を記録した。

## 私生活
兄のシェイク・バングレもサッカー選手である。